# Gröna bubblor
Gröna bubblor – Om etanolhaverier, kraschade vindkraftverk och bananer i Sveg är en bok av ekonomen Christian Sandström. Den gavs ut på Timbro förlag den 9 oktober 2023.

## Bakgrund
Christian Sandström och Rickard Björnemalm skrev 2022 i Ekonomisk Debatt artikeln "Hur uppstår gröna bubblor? Lärdomar från etanolbubblan som sprack". Tillsammans med Magnus Henrekson skrev Sandström senare i samma tidning en artikel där de frågade om dagens projekt var att likna med Stålverk 80 men i större skala.
Sandström uttryckte under tidigt 2023 kritik mot den gröna omställningen i norra Sverige. Han sade att det saknades vettiga svar på hur det skulle gå till och varnade för att de stora satsningarna riskerade att kollapsa under sin egen tyngd. Han skrev därefter flera texter i ämnet för Timbro.
I en intervju av Lotta Gröning och Jan Blomgren för Svenska Epoch Times i mars 2023 sade Sandström att dessa projekt med offentliga medel ofta resulterade i privatiserade vinster och socialiserade förluster.:17m10s Enligt Sandström har socialdemokratiskt kontrollerade bolag fått oproportioneligt mer pengar från Europeiska investeringsbanken,:36m21s och den intima samverkan mellan stat, akademi, och näringsliv liknande han vid planekonomi.:45m0s
I en text i Kvartal i april skrev han att vindkraften också kunde sägas vara en grön bubbla och att "Direkta och indirekta stöd till vindkraften har kombinerats med ihålig retorik om hållbarhet.". Sandström identifierade ett återkommande mönster för gröna bubblor:
1. Bidrag på hundratals miljoner av skattepengar tilldelas bolag, ofta offentligt ägda
2. Glädjekalkyler får fäste och kritiska röster avfärdas som klimatförnekare eller olyckskorpar
3. Politiker solar sig i glansen, klipper band och håller tal
4. Projektet kollapsar under ekonomiska och teknologiska realiteter
5. En utdragen process av städning, nedskrivningar och hantering av kostnader

Sandström skrev att "Tillväxten i alla bidrag, billiga lån och gratispengar som har ägt rum sedan finanskrisen har skapat en guldgruva för bidragsentreprenörer." och skrev att kostnaderna lämpades över på skattebetalarna i form av högre skatter och sämre service.

## Innehåll
Sandström undersöker projekt som bananodling, etanolbränsle, biogasutvinning, och vindkraftsparker. Projekten skattefinansierades av svenska staten och ledde till nedskrivningar och förluster. Sandström undersöker systemfelen och oviljan att dra lärdom.

## Mottagande
Mattias Svensson recencerade boken i Svenska Dagbladet.

## Övrigt om boken
Sandström intervjuades om boken av Marco Strömberg i Hotspot och sade att "Ingen risk är för stor när någon annan betalar, och där bidragen går in där går också förnuftet ut. Jag kan ju plocka hem 100 miljoner i bidrag och sen kan jag [...] tända eld på 99 miljoner själv och jag skulle ändå ha tjänat en miljon. Alltså, det blir rationellt att börja ägna sig åt det som inte är rationellt i vanliga fall.":9m23 Han beskrev likheterna mellan när Göran Persson höll tal vid invigningen av Sekabs pilotanläggning och när Stefan Löfven 20 år senare höll tal vid invigningen av Hybrits anläggning.:40m7s Han sade att politikens logik var att låtsas som att det inte fanns någon alternativ användning av resurserna.:50m47s